# 17 (Madame)
17 è il terzo singolo della rapper italiana Madame, pubblicato il 17 giugno 2019 per l'etichetta Sugar Music.

## Video musicale
Il video musicale del brano, diretto da Dalilù, è stato pubblicato il 26 giugno 2019 sul canale YouTube di Madame.

## Tracce
Testi e musiche di Francesca Calearo, Giorgio Arcella, Gabriele Mengarelli.
1. 17 – 2:28